# Rushville (Nebraska)
Rushville es una ciudad ubicada en el condado de Sheridan en el estado estadounidense de Nebraska. En el Censo de 2010 tenía una población de 890 habitantes y una densidad poblacional de 298,81 personas por km².

## Geografía
Rushville se encuentra ubicada en las coordenadas 42°42′48″N 102°28′00″O / 42.71333, -102.46667. Según la Oficina del Censo de los Estados Unidos, Rushville tiene una superficie total de 2.98 km², de la cual 2.98 km² corresponden a tierra firme y (0%) 0 km² es agua.

## Demografía
Según el censo de 2010, había 890 personas residiendo en Rushville. La densidad de población era de 298,81 hab./km². De los 890 habitantes, Rushville estaba compuesto por el 73.82% blancos, el 0.56% eran afroamericanos, el 21.91% eran amerindios, el 0.11% eran asiáticos, el 0% eran isleños del Pacífico, el 0.56% eran de otras razas y el 3.03% pertenecían a dos o más razas. Del total de la población el 6.07% eran hispanos o latinos de cualquier raza.